# Ananies de Damasc
|  | Per a altres significats, vegeu «Ananies». |

Ananies de Damasc (Damasc, Síria, s. I aC - Eleuteròpolis, Palestina, s. I) fou un deixeble de Crist, que tornà la visió a Pau de Tars i l'inicià en la doctrina cristiana. És venerat com sant a tota la cristiandat. La informació que tenim d'ell prové dels Fets dels Apòstols.

## Història
Segons els Fets dels Apòstols, 9, 10, Ananies vivia a la ciutat de Damasc. A Fets 22, Pau el descriu com "un devot observant de la llei i molt respectat per tots els jueus" que vivia a Damasc; no era, doncs, un dels refugiats de la persecució que hi havia hagut a Jerusalem.
Quan Pau de Tars va tenir la seva conversió camí de Damasc, Déu li digué que anés a la ciutat i s'hi esperés. Ananies va tenir una visió en la qual Déu li parlava i li deia que anés a un "carrer dit Recte" i demanés "a la casa de Judes per un home de Tars anomenat Saül" (Fets, 9, 11). Ananies objectà que Saül perseguia els cristians, però Déu li digué que havia estat escollit "com a instrument meu per portar el meu nom als gentils, reis i israelites" (Fets, 9m 15). Ananies anà a trobar-lo i imposà les mans sobre seu i Saül recuperà la vista que havia perdut. Ananies catequitzà i batejà Saül, donant-li el nom de Pau. (Fets, 9, 17-18).

## Tradició posterior
Seongs la tradició, Ananies fou martiritzat a Eleuteròpolis. Hyam Maccoby pensa que fou el pare de Josuè ben Hananiah. Hipòlit de Roma i altres l'esmenten entre els Setanta deixebles.

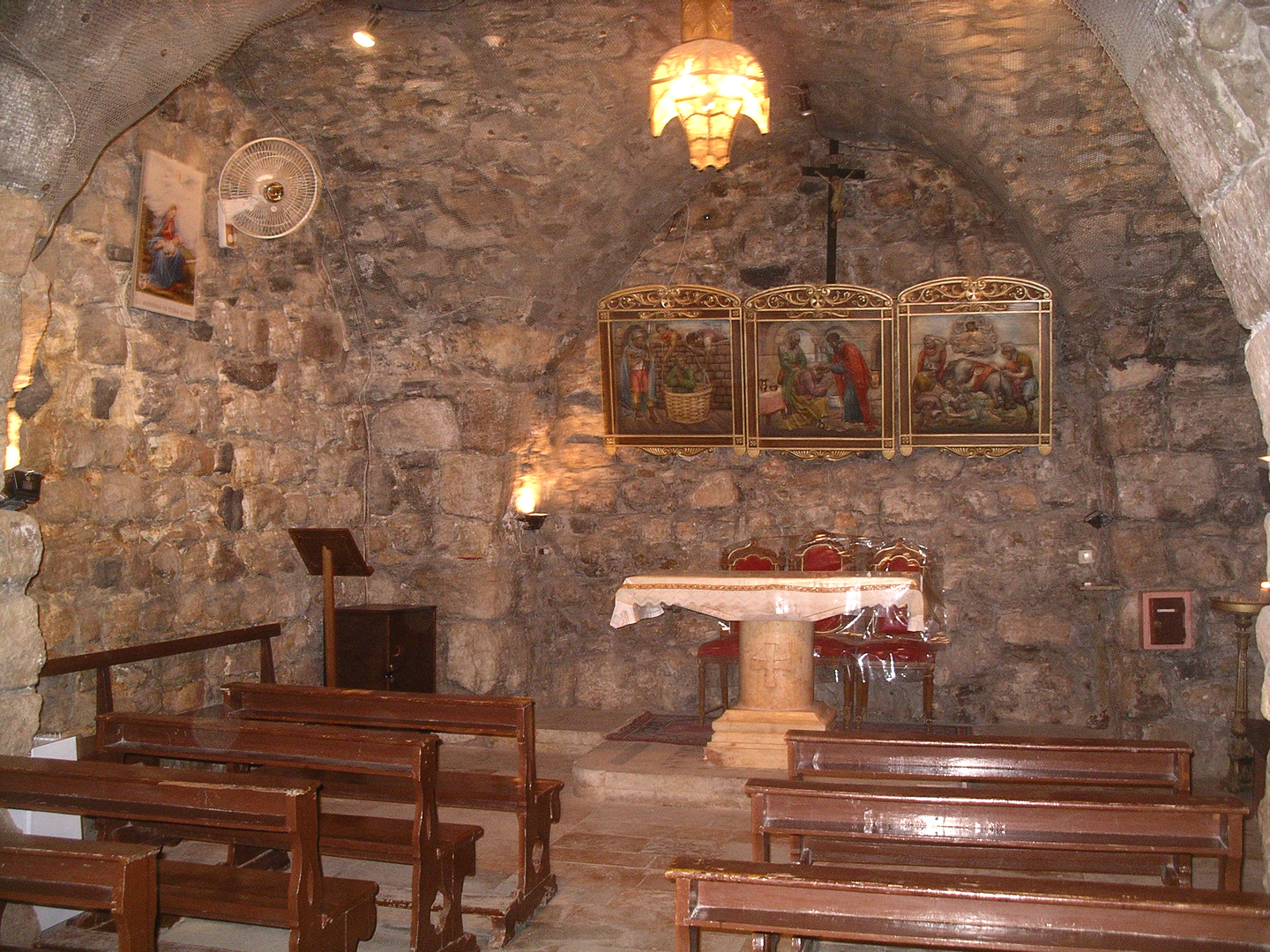
Casa d'Ananies a Damasc, amb una capella en l'actualitat
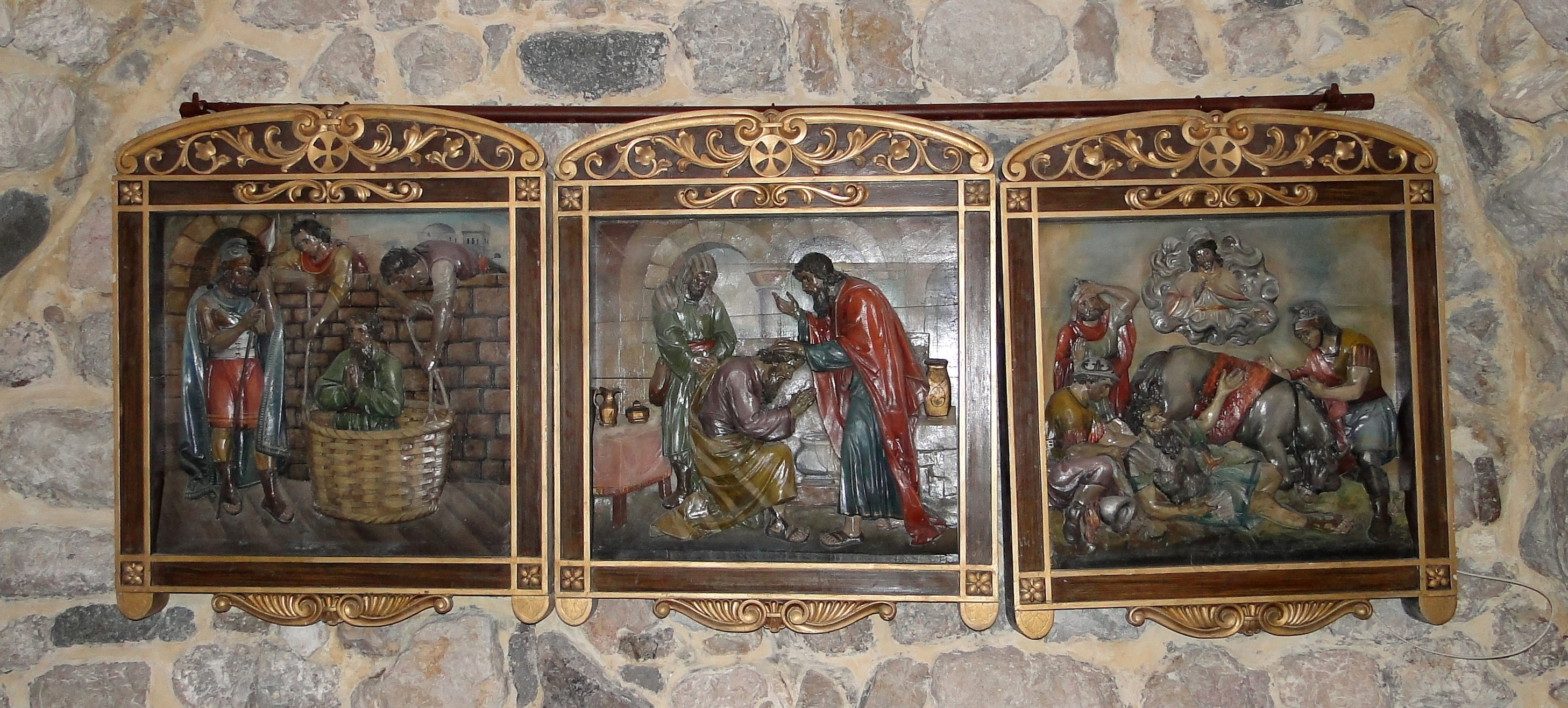
Retaule a la capella de la casa d'Ananies
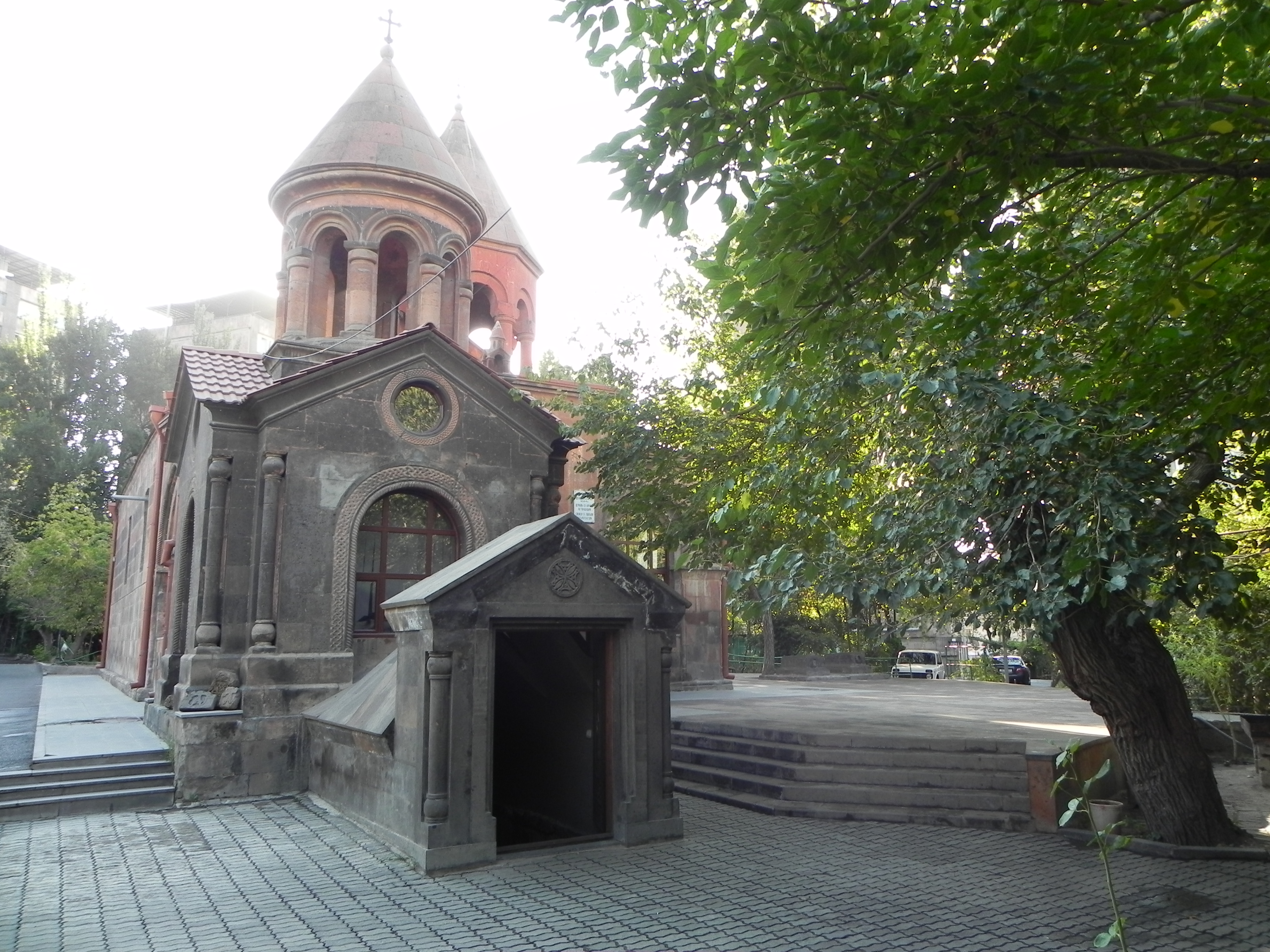
Capella de Surb Zoravor (Yerevan, Armènia)

## Veneració
Les relíquies del sant foren portades a Damasc i, en època romana d'Orient, a Constantinoble. Segons la tradició catòlica, són a la basílica de Sant Pau Extramurs de Roma, llevat del crani, que fou donat a Carles I de Bohèmia i anà a la catedral de Praga.
Una tradició diferent situa la tomba d'Ananies a l'església de Surb Zoravor (Yerevan, Armènia).